# Tazewell, Virginia
Tazewell är administrativ huvudort i Tazewell County i Virginia. Orten har fått sitt namn efter politikern Henry Tazewell. Vid 2020 års folkräkning hade Tazewell 4 486 invånare.